# Владимир Бехтерјев
Владимир Михаилович Бехтерјев (рус. Владимир МихаЙлович Бехтерев; Сорала, 1857 - Москва, 1927) је био руски академик, психијатар, неуролог и психолог. Рођен је у Сорали, губернија Вијатка, радио је као професор универзитета у Петрограду  (Санкт Петербург) и Казану и Медицинској војној академији. Био је оснивач више установа, између осталих и чувеног Института за психонеурологију у Петрограду (1907), а многи руски научници из области медицине и психологије били су његови ученици.

## Живот и рад
Служио је у царској војсци као високи официр и био је припадник високих друштвених слојева. Учествовао је у фебруарској револуцији. Због свог залагања у реформисању медицинских служби, постављен је за директора важних установа у неколико градова. После објављивања књиге Колективна рефлексологија почетком 20-тих година  20. века био изложен снажној идеолошкој пропаганди против ,,душизма“  и религије, односно ,, либерала“ , која је представљала увод у познате чистке 30-их година, и разрешен свих дужности, након чега је убрзо и умро. 
Иако нема поузданих података о смрти овог значајног научника, верује се да је његово убиство наложио Стаљин, пошто му се није свидела дијагноза коју му је Бехтерев поставио током лечења од депресије. У Санкт Петербургу данас постоји музеј Бехтерјева, али и поред тога, као прва жртва стаљинистичких чистки није у потпуности рехабилитован у Русији, али ни шире, у односу на значај и заслуге у науци.
Данас је опште мишљење да је његов допринос психологији раван Павловљевом, кога су чистке мимоишле. Бавио се анатомијом и хистологијом мозга, а дао је и велики допринос клиничкој неурологији и психијатрији пошто је у ове области увео прецизне методе истраживања. Проучавајући халуцинације, пре свега улогу спољних дражи, принцип условљавања и условне рефлексе, дошао је до сазнања на основу којих је, пре Вотсона, развио идеју и уобличио ново учење о објективној психологији ( програмски чланак Објективна психологија и њен предмет ). Све психичке и нервне реакције објашњавао је помоћу рефлекса. Био је противник психологије као науке, а уместо ње заузимао се за рефлексологију ( једна од првих социјалних теорија), тј. психорефлексологију, преносећи искуства из Павловљевог рада са псима на људска бића. Код појединих нервних обољења открио је и описао низ нових рефлекса и карактеристичних симптома ( табес, ишијас), а за разлику од Павлова који је сматрао да је формирање рефлекса условљавања могуће само у можданој кори, Бехтерјев је тврдио да у тим процесима учествују и поткорне мождане масе, што је данас углавном прихваћено. Његова неуролошка открића допринела су развоју медицине, а по њему је, између осталих и Бехтеревљева болест добила име. Један од оснивача психосоматске медицине, допринео је и откривању данас много проучаване ретикуларне формације. Био је претеча бихевиоризма, једног од фундаменталних праваца у култури, а његови радови у оквиру скривених идеолошких и психолошких ратовања нису шире доступни чак ни на Западу.

## Објављена дела
Током дугогодишњег истарживачког рада објавио је око 60 научних студија : Основа учења о функцијама мозга, Општи основи рефлексологије човека, Нервне болести појединачно посматране, Општа дијагностика болести нервног система, Упутства за објективно изучавање личности и друга. Почетком XX века његове књиге истовремено су објављиване у значајним европским центрима, што није био случај са Павловљевим радовима. Био је широко образован и пријатељ многих уметника (Рјепина је насликао његов портрет који се сматра једним од најбољих дела овог сликара), а писао је и сонете.